# Речновский сельсовет (Курганская область)
Речновский сельсовет — упразднённые муниципальное образование (сельское поселение) и соответствующая административно-территориальная единица в Лебяжьевском районе Курганской области, расположено в юго-западной части района.
Административный центр — село Речное.

## История
Речновский сельсовет образован в 1919 году в Лебяжьевской волости Курганского уезда.
Постановлениями ВЦИК от 3 и 12 ноября 1923 года в составе Курганского округа Уральской области РСФСР образован Лебяжьевский район, в состав которого вошёл Речновский сельсовет.
Постановлением ВЦИК от 17 января 1934 года Уральская область упразднена, Лебяжьевский район вошёл во вновь образованную Челябинскую область.
Указом Президиума Верховного Совета СССР от 6 февраля 1943 года образована Курганская область. Лебяжьевский район вошёл в её состав.
Решением исполнительного комитета Курганского областного Совета депутатов трудящихся № 407 от 16 июля 1954 года п. Баксарского птицесовхоза перечислен из Островинского сельсовета в состав Речновского сельсовета.
Решением исполнительного комитета Курганского областного Совета депутатов трудящихся № 262 от 12 июня 1957 года п. ц. у. Баксарского птицесовхоза и д. Желтики перечислеы из Речновского сельсовета в состав вновь образованного Баксарского сельсовета.
Решением исполнительного комитета Курганского областного Совета депутатов трудящихся № 69 от 21 февраля 1962 года д. Желтики перечислеы из Баксарского сельсовета в состав Речновского сельсовета.
Указом Президиума Верховного Совета РСФСР от 1 февраля 1963 года образован укрупнённый Лебяжьевский сельский район.
Решением исполнительного комитета Курганского областного Совета депутатов трудящихся № 79 от 24 февраля 1964 года д. Демьяновка искдючена как сселившаяся.
Решением исполнительного комитета Курганского областного Совета депутатов трудящихся № 235 от 20 июля 1964 года Баксарский и Речновский сельсоветы объединены в один — Баксарский.
Решением исполнительного комитета Курганского областного Совета депутатов трудящихся № 30 от 27 января 1971 года образован Речновский сельсовет в составе с. Речное (центр), д. Желтики, д. Кузинка.
Статус и границы сельского поселения установлены Законом Курганской области от 4 ноября 2004 года № 722 «Об установлении границ муниципального образования Речновского сельсовета, входящего в состав муниципального образования Лебяжьевского района».
10 декабря 2020 года Речновский сельсовет упразднён в связи с преобразованием Лебяжьевского муниципального района в муниципальный округ.

## Население
| 1926 | 1989 | 2002 | 2004 | 2010 | 2012 | 2013 |
| ---- | ---- | ---- | ---- | ---- | ---- | ---- |
| 1127 | ↘824 | ↗900 | ↘818 | ↘648 | ↘632 | ↘613 |
| 2014 | 2015 | 2016 | 2017 | 2018 | 2019 | 2020 |
| ↘603 | ↘582 | ↘578 | ↘559 | ↗567 | ↘537 | ↘515 |

- По данным переписи 1926 года в Речновском сельсовете проживало 1127 чел., в том числе
  - выс. Демьяновка 153 чел., в том числе русских 153 чел.
  - с. Речное (-ая) 974 чел., в том числе русских 971 чел., немцев 3 чел.

## Состав сельского поселения
| № | Населённый пункт | Тип населённого пункта       | Население |
| - | ---------------- | ---------------------------- | --------- |
| 1 | Желтики          | деревня                      | ↘183      |
| 2 | Кузинка          | деревня                      | ↘70       |
| 3 | Речное           | село, административный центр | ↘395      |

## Местное самоуправление
Глава Речновского сельсовета
- С 2013 года — Тайболин Вячеслав Михайлович

Администрация располагается по адресу: 641529, Курганская область, Лебяжьевский район, с. Речное, ул. Центральная, 3